# دبداب
دبداب أو الدبداب، مدينة و بلدية تابعة إقليميا إلى دائرة عين أميناس ولاية إليزي الجزائرية. قدر تعداد سكانها سنة 2008 ، 4341 نسمة.
تبعد حوالي 250 كم شمالي عين أمناس ويربطهما طريق صحراوي، كما تربطها نقطة عبور حدودية مع دولة ليبيا.

## الجغرافيا
الدبداب منطقة سهلية مع بعض الهضاب

### الموقع الجغرافي
يحد الدبداب كل من:
- شمالا: ولاية ورقلة
- جنوبا: بلدية عين أميناس
- شرقا: ليبيا
- غربا: بلية برج عمر إدريس

## وصلات أخرى

### وصلات داخلية
- دائرة عين أمناس
- ولاية إيليزي

### وصلات خارجية
- إذاعة إيليزي الجهوية: البث الحي.